# Macrolyrcea
Macrolyrcea là một chi bướm đêm thuộc họ Geometridae.